# Sint-Martinuskerk (Oombergen)
De Sint-Martinuskerk van Oombergen (Zottegem) is een gotische kruisbasiliek met een omringend kerkhof. Van de oorspronkelijke romaanse zaalkerk uit de eerste helft van de 12de eeuw is de middenbeuk bewaard gebleven. In 1147 schonk bisschop Nicolaus van Kamerijk (op aandringen van Bernardus van Clairvaux) de kerk aan de benedictijnse abdij van Saint-Ghislain. De toren werd rond 1400 opgetrokken, het transept in 1640, en het koor in 1701 (uitbreidingen door het geslacht Damman, heren van Oombergen). Na een brand in 1919 werd de kerk in 1920-1921 gerestaureerd door architect Valentin Vaerwyck en werden zijbeuken toegevoegd. Sinds 1942 is de kerk met de vele Balegemse steen beschermd als monument. Naast de kerk ligt de pastorietuin van Oombergen speelbos drOOmbergen. In 2021 raakte bekend dat het dak, de gevels en de glas-in-loodramen van de kerk worden gerestaureerd.
Vanaf 1753 werd in de Sint-Martinuskerk een relikwie bewaard van de heilige Agatha, waardoor de kerk een bedevaartsoord werd. Ook ontstond de traditie van de Sint-Agathabroden, de verkoop per opbod van gewijde broden in het weekend na 5 februari. Deze religieuze folklore bestaat in Oombergen al ruim 250 jaar tijdens de kermis. Oorspronkelijk ontstond de traditie om broden die op kermismaandag tijdens de zielmis waren gewijd, uit te delen aan de armen en behoeftigen van het dorp. Soms werd er als extra gift een muntstuk ingebakken. Later werden de broden verkocht en werd de opbrengst nadien onder de armen verdeeld. Heel wat gezinnen bakken de dag voordien een speciaal brood in alle vormen en smaken. Traditiegetrouw wordt het laatste brood verkocht via het werpen van munten in een mandje. Wie de laatste munt gooit voor de gong weerklinkt, mag het brood meenemen naar huis.

## Afbeeldingen

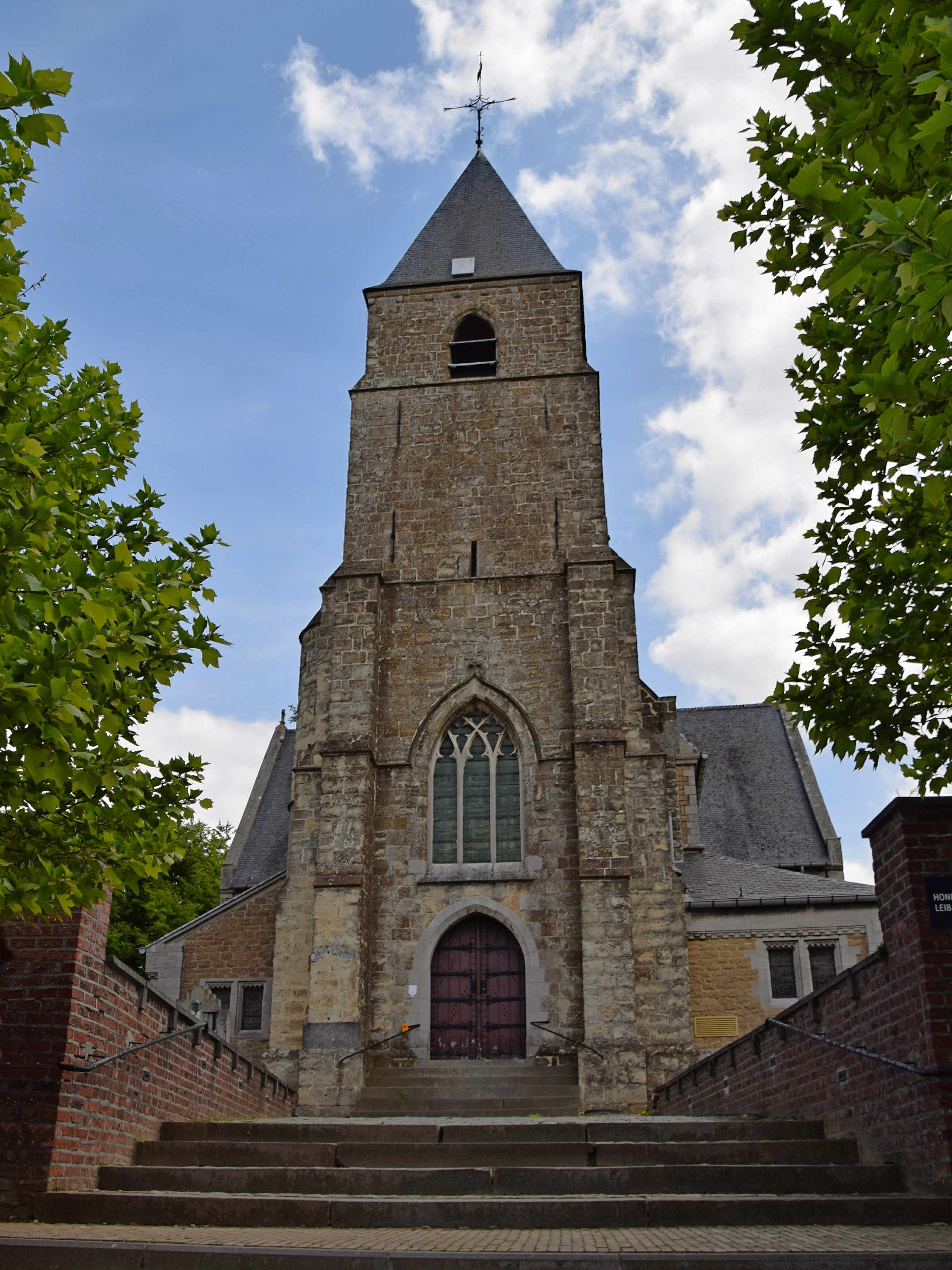
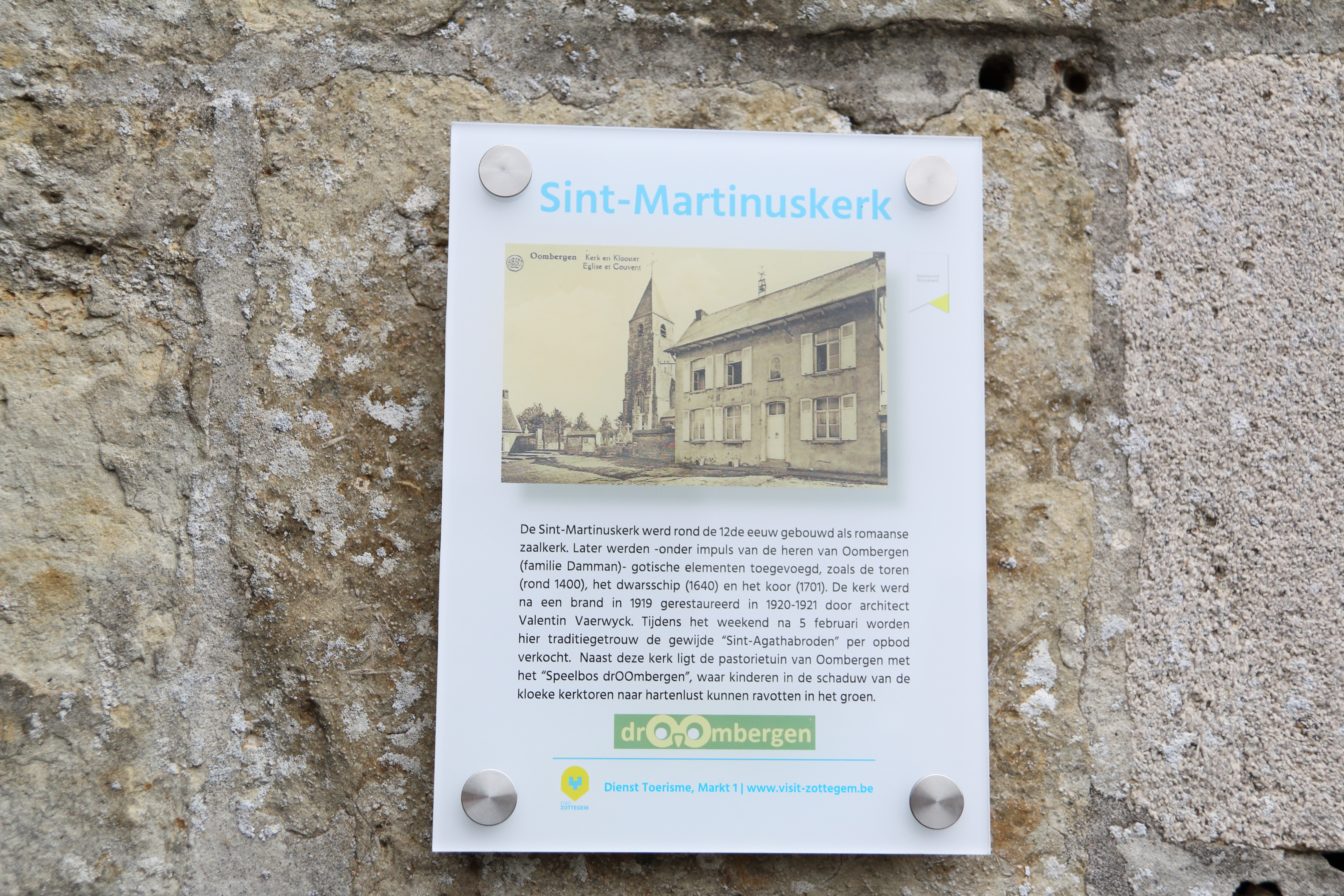
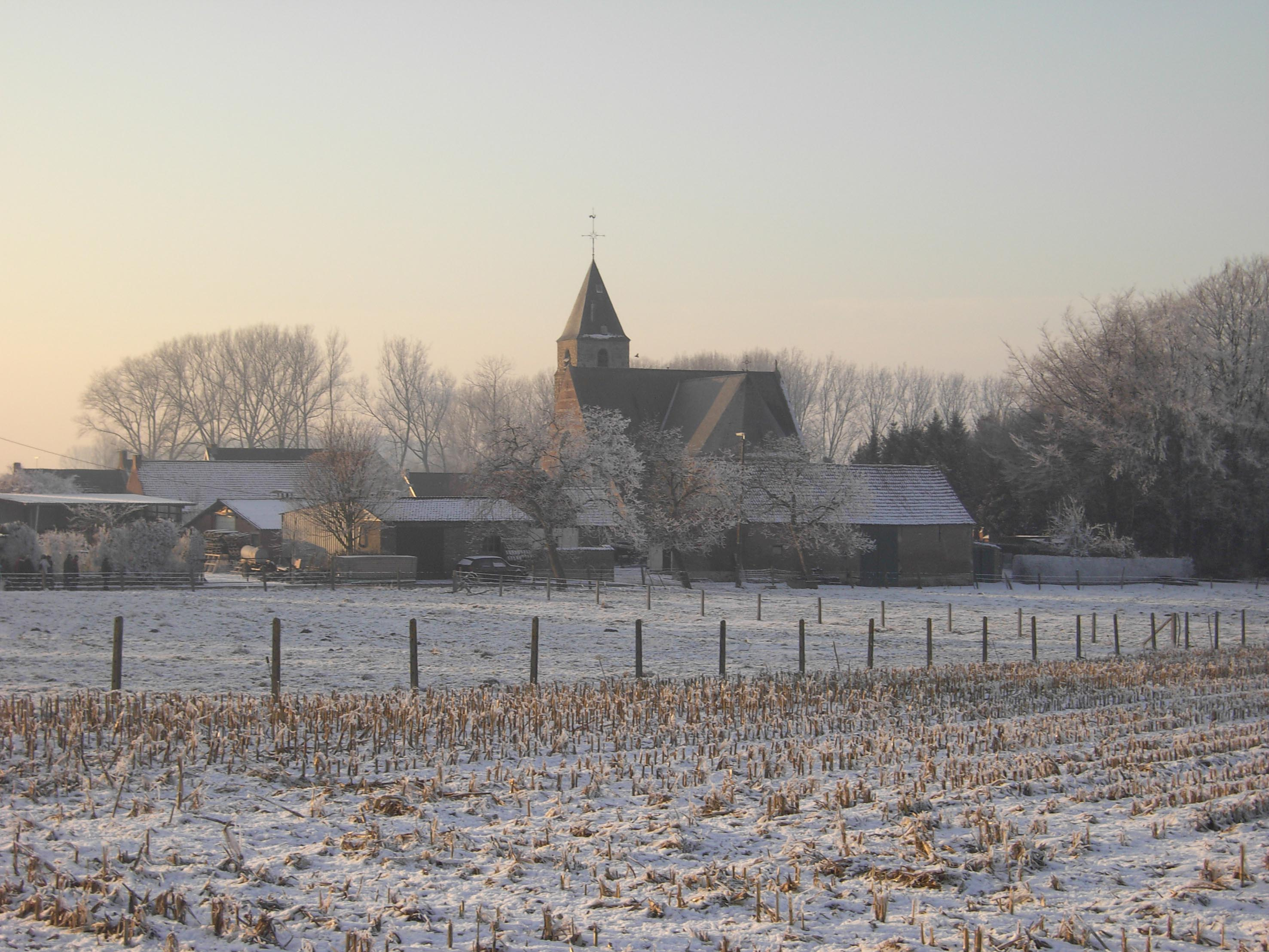
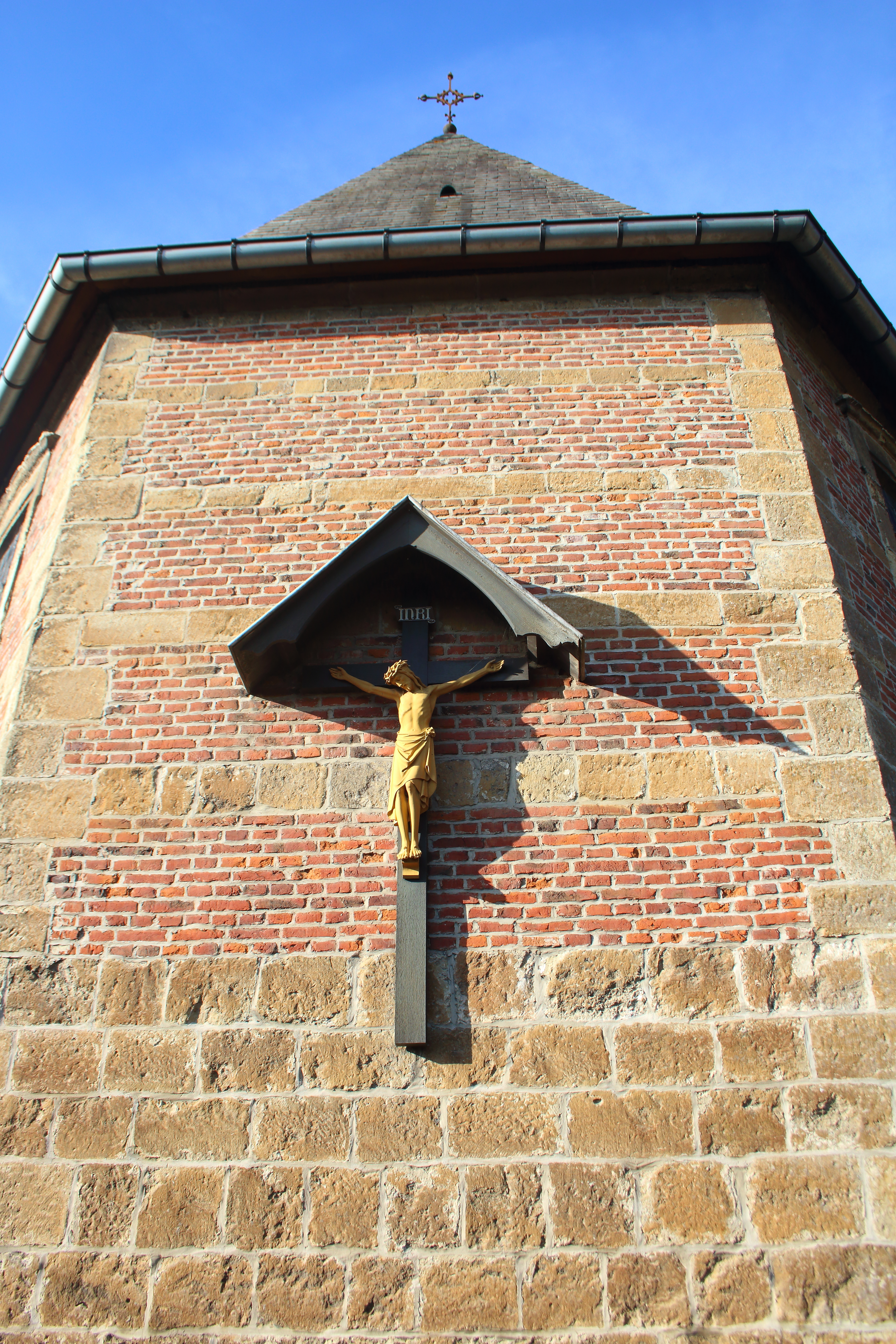
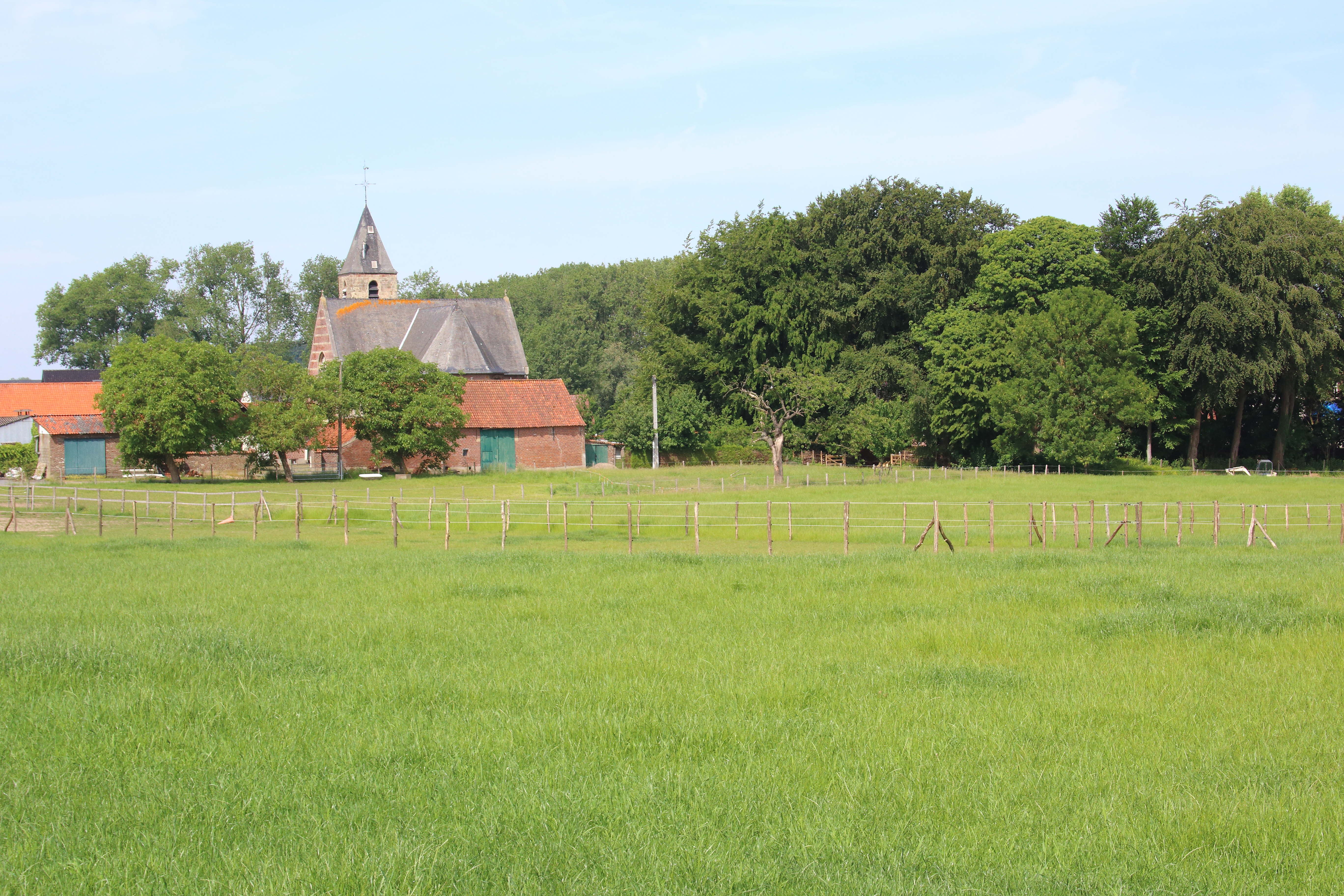
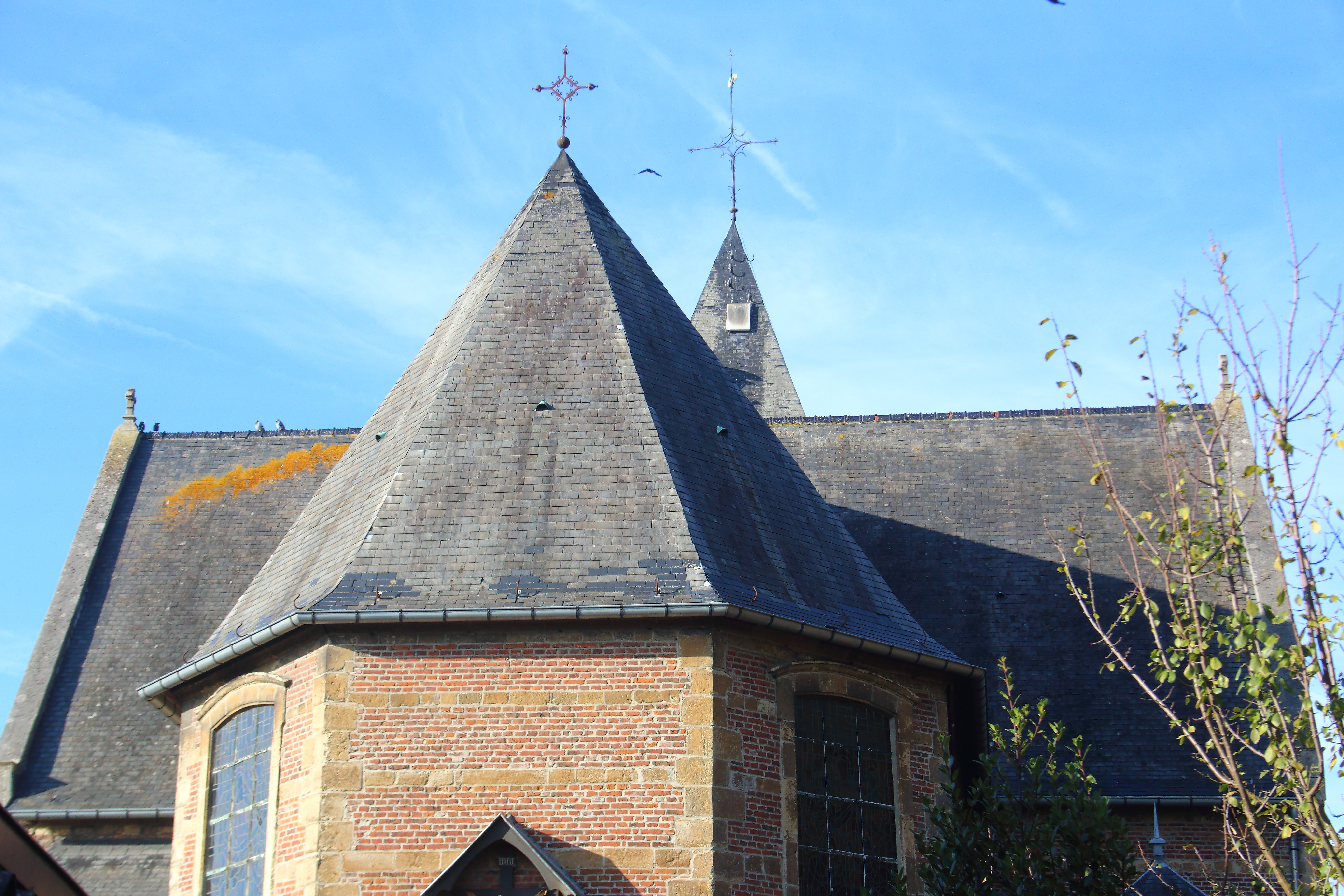